# 圣瑞埃里 (洛泽尔省)
圣瑞埃里（法語：Saint-Juéry，法語發音：[sɛ̃ ʒɥeʁi]）是法国洛泽尔省的一个市镇，属于芒德区。

## 地理
圣瑞埃里（44°49'39"N, 3°5'9"E）面积1.65 平方千米，位于法国奧克西塔尼大區洛泽尔省，该省份为法国南部内陆省份，北起上盧瓦爾省和康塔爾省，西接阿韦龙省，南至加尔省，东临阿尔代什省。
与圣瑞埃里接壤的市镇（或旧市镇、城区）包括：昂泰里约、富尔内勒、诺阿亚克、绍沙耶。

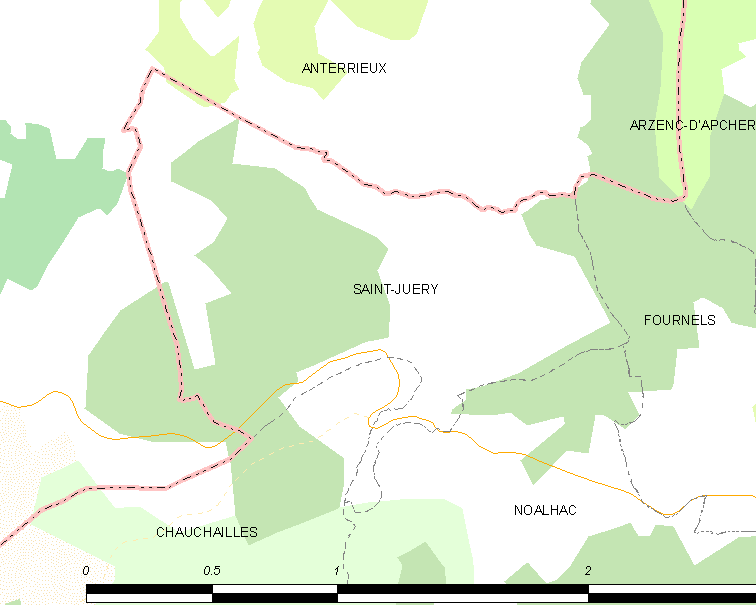
的OSM定位图

圣瑞埃里的时区为UTC+01:00、UTC+02:00（夏令时）。

## 行政
圣瑞埃里的邮政编码为48310，INSEE市镇编码为48161。

## 政治
圣瑞埃里所属的省级选区为欧布拉克地区佩尔县。

## 人口

1962-2008年间人口变化图示

圣瑞埃里于2022年1月1日时的人口数量为54人。